# L'invenzione del suono
L'invenzione del suono (The Invention of Sound) è un romanzo dello scrittore statunitense Chuck Palahniuk, pubblicato nel 2020. L'opera spazia tra vari generi e stili: orrore, gotico, noir e surreale.

## Storia editoriale
Il romanzo si concentra sulla professione di una dei protagonisti, una via di mezzo tra una doppiatrice di urla e una rumorista specializzata in effetti sonori per gli omicidi riprodotti nei film. L'autore ha preso spunto da alcuni aneddoti sulla doppiatrice de L'esorcista, Mercedes McCambridge, che, per rendere la sua voce più credibile come indemoniata, mangiava uova crude, fumava, beveva whisky e si dimenava legata ad una sedia mentre pronunciava quelle battute che hanno reso iconiche molte scene del film. L'autore si è documentato frequentando e intervistando molti professionisti rumoristi
L'opera, la prima di Chuck Palahniuk ad essere stata pubblicata con la casa editrice Grand Central, è uscita in libreria nel settembre 2020.
Nel 2021 il romanzo è stato tradotto in italiano e pubblicato per la Mondadori.

## Trama
Gates Foster trascorre il tempo sul dark web alla ricerca di pedofili: il suo scopo è trovare indizi sulla scomparsa di sua figlia, Lucinda, avvenuta molti anni prima. Gates frequenta un gruppo di autoaiuto di genitori che hanno perduto i figli e qui conosce Robb, che più di una volta è corso in suo aiuto dopo che Gates aveva aggredito persone innocenti dopo averle scambiate per pedofili già visti sul web.
Durante la ricerca sul web, Gates riconosce nelle urla di un'attrice di un film quelle della figlia e inizia a cercare il rumorista che ne ha registrato il sonoro. Gates rintraccia l'attrice del film di serie B che era stata doppiato con l'urlo, Blush Gentry, e le chiede di rivelargli il nome del rumorista: la donna accetta, a patto che l'uomo finga di rapirla, così da riacquistare dai media la notorietà che nel tempo era andata scemando. La doppiatrice risulta essere la giovane Mitzi Ives che aveva ricalcato le orme del padre, anch'egli famoso rumorista, così brava da essere riuscita a ricreare urla tanto realistiche da risultare devastanti per il pubblico.
Mitzi è tossicodipendente, masochista e psicotica e sembrerebbe aver creato i suoi capolavori registrando le vere urla di persone rapite e da lei torturate, praticando le stesse perversioni del defunto padre. Durante i suoi raptus, Mitzi si stordisce con alcool e psicofarmaci e massacra i suoi prigionieri in un rifugio nascosto. Mitzi riesce a produrre un urlo così terrificante da gettare nel terrore il pubblico nel cinema dove veniva proiettata la prima del film: a causa del panico scatenatosi il locale viene distrutto dalle fiamme, e le vittime si contano a centinaia. Tra i morti vi è anche il produttore Schlo, amico e mentore della donna. Si scoprirà che Mitzi, in realtà, non ha né ucciso né torturato le persone rapite e che le droghe e l'alcool le avevano lasciato falsi ricordi, che Lucinda è stata torturata e assassinata dal padre di Mitzi e ucciso a sua volta dalla figlia. Gates è stato messo sulle tracce di Mitzi da Robb che fa parte di un'organizzazione che intende usare l'uomo per rintracciare e uccidere pedofili.

## Edizioni
- (EN) Chuck Palahniuk, The Invention of Sound, 1ª ed., New York, Grand Central Publishing, settembre 2020,  p. 240, ISBN 9781538718001.
- Chuck Palahniuk, L'invenzione del suono, traduzione di Gianni Pannofino, Strade Blu, Milano, Mondadori, giugno 2021,  p. 231, ISBN 978-88-04-72742-2.